# Edifici al carrer Bisbal, 21 (Guissona)
Edifici al carrer Bisbal, 21 és una obra de Guissona (Segarra) protegida com a Bé Cultural d'Interès Local.

## Descripció
Edifici de pedra arrebossat amb quatre plantes. A la planta baixa, una obertura d'arc escarser emmarca una porta amb una reixa de forja decorada amb motius geomètrics. L'esquema tipològic de les tres plantes és el mateix: una porta balconera emmarcada amb motllures de pedra i el seu respectiu balcó de forja. Una línia d'imposta molt pronunciada divideix la planta baixa de pedra del primer pis, així com del primer al segon. Una cornisa senzilla corona l'edifici.
(Text procedent del POUM)